# یواس‌اس مونادناک (ای‌سی‌ام-۱۰)
یواس‌اس مونادناک (ای‌سی‌ام-۱۰) (به انگلیسی: USS Monadnock (ACM-10)) یک کشتی بود که طول آن ۲۹۲ فوت (۸۹ متر) بود. این کشتی در سال ۱۹۴۱ ساخته شد.